# لوئیس بلوو
لوئیس بلوو (انگلیسی: Luis Belló؛ ۷ ژانویهٔ ۱۹۲۹ – ۳ اکتبر ۲۰۲۱) بازیکن فوتبال اهل اسپانیا بود.
از باشگاه‌هایی که در آن بازی کرده‌است می‌توان به باشگاه فوتبال هرکولس، باشگاه فوتبال آلباسته بالومپیه، و باشگاه فوتبال رئال ساراگوسا اشاره کرد.